# Brianov život
Brianov život (eng. Life Of Brian) je film komičarske grupe Monty Python iz 1979. godine; režirao ga je Terry Jones, a glavnu ulogu igra Graham Chapman.  Chapman glumi Briana Cohena, Isusovog suvremenika, čiji život jako nalikuje na onaj od Mesije.  
Glavna tema filma je kritika nekih aspekata religije poput nekritičkog prihvaćanja ideja, sljedbeničkog mentaliteta, psihologije mase i izvrtanja činjenica. Osim toga prisutna je i politička tematika vidljiva kroz Brianov politički angažman u jednoj od brojnih separatističkih organizacija koje se samostalno bore za oslobađanje Judeje od rimske vlasti.
Za potrebe financiranja produkcije, George Harrison, prijatelj i štovatelj Pythona, osnovao je vlastitu kompaniju Handmade Films nakon što su početni financijeri iz EMI Films odustali zbog kontroverzne tematike.  Film je u kinima u SAD-u zaradio 19 milijuna dolara i bio najuspješniji britanski film u Sjevernoj Americi te godine dok je u Ujedinjenom Kraljevstvu bio četvrti po financijskom uspjehu.  Nakon uspjeha filma Pasija (2004), Brianov život je opet pušten u kino-distribuciju i zaradio je oko 650.000 dolara.  Monty Python i Sveti Gral, koji je ponovno pušten 2001. godine, zaradio je znatno više, 1.8 milijuna. 
Pjesma "Always Look on the Bright Side of Life" (hrv. Uvijek gledaj na svijetlu stranu života), koju osuđenici na smrt pjevaju razapeti na križevima u upečatljivoj završnoj sceni, a zamišljena kao parodija na slične pjesme u Disneyjevim filmovima, postala je vrlo popularna kao oda optimizmu.  Kada je 1982. u Falklandskom ratu pogođen britanski HMS Sheffield, njegova posada ju je pjevala čekajući spašavanje s tonućeg broda.  Pjesma je kasnije prihvaćena među navijačima, a često se spominje u popularnoj kulturi.

## Radnja
Brian Cohen je rođen u štali nedaleko od one u kojoj se istovremeno rodio Isus; te noći su ga trojica mudraca čak zamijenila za Krista.  Brian odrasta u idealističkog mladića koji se protivi rimskoj okupaciji Judeje.  Pohađajući jednog dana Isusov govor, upoznaje mladu pobunjenicu koja ga uvlači u jedan od mnogih separatističkih pokreta protiv rimske vlasti.  Njegov prvi pobunjenički zadatak je pisanje grafita na zgradu rimskog guvernera; rimski centurion se zgrozi kad vidi da je njegov natpis na latinskom gramatički neispravan (Romanes eunt domus) pa ga natjera da za kaznu stotinu puta na zidu napiše pravilno "Rimljani idite kući" (Romani ite domum).
Zbog niza slučajnosti i nesporazuma prilikom Brianovih daljnjih pobunjeničkih akcija, grupa ljudi ga počne smatrati mesijom, unatoč njegovom jasnom odbijanju takvih ideja.  Budući da su ga ljudi već počeli slijediti, pokušava ih uvjeriti da prigrle individualizam i odbace autoritarne figure, no njegov govor nitko ne shvaća.  Rimljani ga ipak uhićuju i osuđuju na razapinjanje na križu.  Na kraju filma, viseći na križu, pjeva Always Look on the Bright Side of Life.

## Izbačene scene
Nekoliko snimljenih scena je izbačeno iz konačne verzije filma; većina ih je uništena 1998. prilikom prodaje i preuzimanja kompanije Handmade films.  Jedan dio ih je 1999. prikazan na televizijskom kanalu u Britaniji, iako nije razjašnjeno odakle su se pojavile.  Od izbačenih scena posebne kontroverze izazvale su one s Ottom, vođom jedne pobunjeničke skupine, koji je trebao biti lik koji se često pojavljuje a zatim je gotovo nestao iz filma.  Službeni razlog izbacivanja bila je želja za skraćivanjem filma uklanjanjem nepotrebnih digresija; Terry Gilliam u svojoj knjizi  The Pythons Autobiography By The Pythons  piše da je lik izazvao nesuglasice među ekipom.  Otto je uvelike podsjećao na nacista, a Eric Idle, koji ga je trebao glumiti, smatrao je da se radi o previše osjetljivom pitanju.  U konačnoj verziji se Otto pojavljuje samo na kraju filma kada otjera Rimljane i zatim s ljudima počini kolektivno samoubojstvo.   

## Optužbe za blasfemiju
Pythoni su u ranoj fazi planiranja mislili napraviti parodiju Isusovog života, ali su odustali i umjesto toga odlučili napraviti film o sličnom pojedincu rođenom u isto vrijeme.  Isus se u filmu pojavljuje samo dva puta (u staji i prilikom jednog govora) i prikazan je u skladu s kršćanskim uvjerenjima.  U komentarima na DVD-u Pythoni su priznali da je film heretičan utoliko što ismijava neke aspekte moderne organizirane religije, ali da nije svetogrdan jer se ne izruguje kršćanskom bogu.
Kad je film pušten u kina u Britaniji, nekoliko gradskih vijeća ga je odmah zabranilo (od toga neka čak nisu ni imala kino-dvorane).  Poznata zagovornica očuvanja morala, Mary Whitehouse pokrenula je kampanju u kojoj je zajedno s ostalim sudionicima širila letke oko kina koja su prikazivala film iako je time samo doprinijela njegovoj popularnosti.  Brzo nakon premijere John Cleese i Michael Palin su se u BBC-ovoj emisiji Friday Night, Saturday Morning sučelili s biskupom od Southwarka i Malcolmom Muggeridgeom, poznatom britanskom javnom ličnošću i velikim vjernikom.  Biskup i Muggeridge su ubrzo ismijani u skeču The General Synod's Life of Christ, parodiji emisije koju je napravila skupina komičara u humorističnoj seriji Not the Nine O'Clock News (video i transkript  Arhivirana inačica izvorne stranice od 13. rujna 2006. (Wayback Machine)).
U Italiji je prikazivanje Brianovog života dopušteno tek nakon jedanaest godina, u Republici Irskoj nakon osam godina, a u Norveškoj godinu dana nakon premijere (to je iskorišteno u susjednoj Švedskoj gdje je film reklamiran kao: toliko smiješan da je zabranjen u Norveškoj!).  

## Vanjske poveznice
- Brianov život u internetskoj bazi filmova IMDb-a
- Scenarij filma
- Criterion Collection essay by George Perry  Arhivirana inačica izvorne stranice od 3. rujna 2006. (Wayback Machine)